# Requiem dla snu (film)
Requiem dla snu (ang. Requiem for a Dream) – amerykański dramat filmowy w reżyserii Darrena Aronofsky’ego z 2000 r., powstały na podstawie powieści Huberta Selby’ego pod tym samym tytułem.
Odtwórczyni jednej z głównych ról, Ellen Burstyn, za swój występ w roku 2001 nominowana była do Oscara.

## O filmie
Miejscem akcji jest Brooklyn. Film przedstawia historię trojga młodych ludzi i starszej kobiety, którzy z powodu samotności, zagubienia i ślepej pogoni za marzeniami, popadają w nałogi współczesnego świata. Reżyser Darren Aronofsky w sposób bezpośredni i brutalny przedstawił skutki takiego życia. Jednym z charakterystycznych elementów filmu jest muzyka Clinta Mansella i kwartetu smyczkowego Kronos Quartet, a zwłaszcza motyw przewodni Lux Aeterna.
Aronofsky ukazuje wzloty i upadki ludzi rozpaczliwie próbujących zrealizować swoje pragnienia w dzisiejszym Brooklynie. Jednak ich nadzieje na odmianę swojego życia nie mają szans, aby się ziścić. Nie mogąc poradzić sobie z otaczającym ich światem, wszyscy bohaterowie uciekają w uzależnienia: narkotyki, słodycze, telewizję, papierosy. Dążąc ślepo do zrealizowania swojej wizji szczęścia, żyją iluzją, nie zauważając, kiedy ich marzenia przemieniają się w coś, co doprowadza ich do samotności, a w rezultacie – do osobistej tragedii. Każdy z bohaterów ostatecznie pozostaje zupełnie sam ze swoimi fantazjami, tym samym przeżywając osobistą tragedię.

## Opis fabuły
Starsza kobieta, Sara Goldfarb, mieszka samotnie w brooklyńskiej dzielnicy Brighton Beach. Jej mąż odszedł kilka lat temu, a jedyny syn, Harry, wyprowadził się. Ulubionym zajęciem kobiety jest oglądanie telewizji oraz sporadyczne spotykanie się z zaprzyjaźnionymi sąsiadkami. Pewnego popołudnia Sara otrzymuje telefon: jej rozmówca informuje ją, iż została wybrana do wzięcia udziału w telewizyjnym show, nagrywanym na żywo w siedzibie jej ulubionej stacji. Od tego momentu Sara popada w obsesję – za cel obiera sobie zrzucenie rzekomo zbędnych kilogramów, przez co poddaje się diecie, opartej na stosowaniu tabletek na odchudzanie od lekarza dietetyka. Kobieta uzależnia się od pigułek, które w rezultacie doprowadzają ją do psychozy amfetaminowej.
W międzyczasie syn Sary, Harry, i jego dziewczyna – pochodząca z bogatej rodziny Marion – uzależniają się od heroiny. Harry i jego najlepszy przyjaciel Tyrone trudnią się handlem narkotykami, chcą bowiem zarobić duże pieniądze i rozpocząć lepsze życie – rozprowadzanie używek ma im pomóc w osiągnięciu celu. Harry chce zainwestować w butik dla swojej dziewczyny, podczas gdy Tyrone marzy o zerwaniu z profesją drobnego ulicznego bandziora i uczynieniu swojej matki dumną. Tyrone pada ofiarą gangsterskiej wojny, w wyniku której trafia do więzienia. Harry przeznacza lwią część zarobionej jeszcze w lecie gotówki, by wpłacić kaucję za przyjaciela. Przyjaciele kontynuują dążenie do spełniania swoich marzeń. Harry odkrywa także powstałą na swoim przedramieniu infekcję.
Sara, kompletnie uzależniona od pigułek na odchudzanie, trafia do szpitala. Kilkudniowe kuracje odwykowe nie pomagają i ostatecznie zostaje ona poddana terapii elektrowstrząsowej. Harry i Tyrone docierają na Florydę, lecz w wyniku wcześniejszych iniekcji dożylnych przedramię Harry’ego całkowicie pokrywa się bolesnymi krwiakami. W jednym z miejscowych szpitali bohaterowie zostają aresztowani. Tymczasem na Brooklynie powrotu swojego partnera oczekuje zrozpaczona Marion. Narkotykowy głód dziewczyny zaostrza się, oddaje się bezwzględnemu stręczycielowi.
W wyniku splotu dramatycznych wydarzeń, Sara zostaje zdiagnozowana jako katatoniczka i osadzona w szpitalu psychiatrycznym; Tyrone zostaje osadzony w więzieniu o podwyższonym rygorze, gdzie jest bity i poniżany; Marion, by zdobyć narkotyki, uczestniczy w seksualnej orgii; Harry’emu natomiast zostaje amputowana lewa ręka. W ostatniej scenie – śnie Sary – występuje jednak ona w telewizji, a jej syn zostaje przedstawiony jako dobrze zapowiadający się biznesmen.

## Obsada
- Ellen Burstyn – Sara Goldfarb
- Jared Leto – Harry Goldfarb
- Jennifer Connelly – Marion Silver
- Marlon Wayans – Tyrone C. Love
- Christopher McDonald – Tappy Tibbons
- Louise Lasser – Ada
- Keith David – Big Tim

## Restrykcje wiekowe
W Stanach Zjednoczonych organizacja Motion Picture Association of America (MPAA) pierwotnie przyznała filmowi kategorię NC-17 (film przeznaczony dla osób powyżej siedemnastego roku życia) za scenę stosunku płciowego. Dzięki apelacji Darrena Aronofsky’ego film wydano także na rynku DVD/VHS w lżejszej restrykcji R. Ta wersja zawierała przemontowaną scenę seksu. W Wielkiej Brytanii i Polsce film dostępny jest dla widzów pełnoletnich.

## Inspiracje w kulturze i sztuce
W 2024 roku w krakowskim Teatrze BARAKAH powstała sztuka teatralna pt. Requiem dla snów według scenariusza Anieli Płudowskiej w reżyserii Michała Nowickiego. Spektakl powstał na podstawie dramatu Anieli Płudowskiej pt. Głodni, który jest inspirowany Requiem dla snu Darrena Aronofsky’ego, powieścią o tym samym tytule Huberta Selby’ego, a także Heroiną Tomasza Piątka.